# Francesco Barzaghi
Francesco Barzaghi, född 1839 i Miliano, död där 1892, var en italiensk bildhuggare.

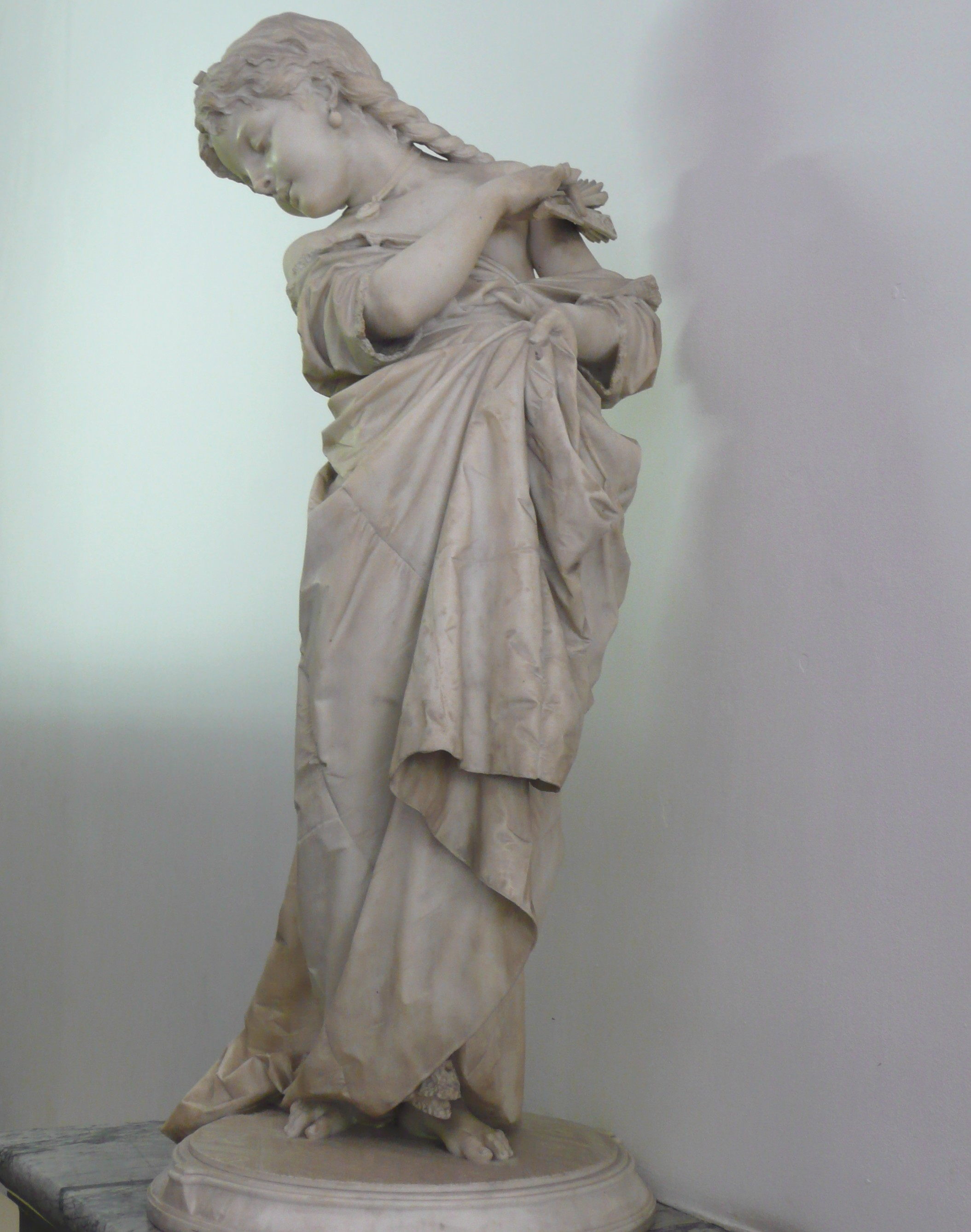
Vanarella, Milan 1877, Musée des Beaux-Arts Jules Chéret à Nice (France)

Francesco Barzaghi var elev vid akademin i Milano, och utförde skulpturer av ungdomliga idealgestalter och genrefigurer samt porträttbyster, av vilka särskilt märks två av Viktor Emanuel II (i Bergamo och Udine) och en ryttarstaty av Napoleon III i Milano.